# 槐新街道
槐新街道，是中华人民共和国河南省洛陽市偃师区下辖的一个乡镇级行政单位。

## 行政区划
槐新街道下辖以下地区：
新新社区、北窑社区、窑头社区、北关村、城西村、新城村、槐庙村、第一社区、第二社区、第三社区、第四社区、第五社区、第六社区、第七社区、第八社区、第九社区、第十社区、第十一社区、第十二社区、第十三社区、第十四社区、第十五社区、第十六社区、第十七社区、第十八社区、第十九社区和第二十社区。